# Берёзовка (село, Сапожковский район)
Берёзовка — село в Сапожковском районе Рязанской области России, входит в состав Михеевского сельского поселения.

## Географическое положение
Село расположено в 17 км на северо-запад от центра поселения села Михеи и в 14 км на север от районного центра посёлка Сапожок.

## История
Берёзовка в качестве посёлка принадлежала к приходу села Коровки. В 1862 году в селе была построена деревянная Покровская церковь.
В XIX — начале XX века село входило в состав Мало-Сапожковской волости Сапожковского уезда Рязанской губернии. В 1906 году в селе было 236 дворов.
С 1929 года село являлось центром Березовского сельсовета Сапожковского района Рязанского округа Московской области, с 1937 года — в составе Рязанской области, с 1957 года — в составе Коровкинского сельсовета, с 2005 года — в составе Михеевского сельского поселения.

## Население
| 1859 | 1897  | 1906  | 2010 |
| ---- | ----- | ----- | ---- |
| 1147 | ↗1242 | ↗1740 | ↘2   |